# Charles Scharf
Charles W. Scharf, né le 24 avril 1965, est un homme d'affaires américain. Il est depuis le 27 septembre 2019 le président et directeur général du groupe financier américain Wells Fargo. Il fut également le PDG de Visa Inc.[Quand ?] et de la Bank of New York Mellon Corporation BNY Mellon[Quand ?] et a fait partie du conseil d'administration de Microsoft[Quand ?],,.

## Biographie

### Formation
Charles W. Scharf est titulaire d'un B.A. obtenu à l'université The Johns Hopkins University et d'un M.B.A. obtenu à l'université de New York et d'un autre obtenu, en 1991, à la Stern School of Business.

### Carrière
De 1995 à 1999, il est le directeur financier de Salomon Smith Barney. Puis il est nommé directeur financier de la division Global Corporate and Investment de la banque Citigroup. Un poste qu'il occupe quatre ans avant de devenir le PDG et directeur financier de Bank One Corp. 
Puis, il part travailler chez JPMorgan Chase & Co de 2000 à 2002. De juillet 2004 à juin 2012, il est le PDG des services financiers de détail pour JPMorgan Chase & Co. Il a également été directeur général de One Equity Partners, société privée de JPMorgan investissement[Quand ?].
En novembre 2012, il est nommé PDG de la société Visa en remplacement de Joseph Saunders. Il démissionne du poste en octobre 2016.
Le 27 septembre 2019, il est nommé président-directeur général du groupe financier Wells Fargo.

### Autres fonctions
Le 26 février 2014, le président Barack Obama nomme Charles W. Scharf membre du Conseil consultatif du président sur la capacité financière des jeunes Américains,.
Il siège actuellement au conseil exécutif d'UCSF Health et au conseil d'administration de la multinationale américaine Microsoft.

### Vie privée
En 2016, il démissionne de son poste de PDG de Visa afin de passer plus de temps avec sa famille restée à New York, où il habite toujours.